# Bolko II d'Opole
Bolko II d'Opole (en polonais Bolko II Opolski), connu aussi sous le nom de Boleslas II d'Opole (Bolesław II Opolski), de la dynastie des Piasts, est né vers 1300 et est mort le 21 juin 1356.

## Titres
De 1313 à 1323, Bolko II et son frère Albert sont ducs d’Opole et de Strzelce. À partir de 1323, Bolko gouverne seul le duché d’Opole. En 1327, il devient un vassal de la Bohême.

## Biographie
Bolko II est le second fils du duc Bolko Ier d’Opole et d’Agnès. Lorsque son père décède en 1313, il est trop jeune pour régner et il se retrouve sous la protection de son frère Boleslas l’Aîné. Celui-ci assure la régence sur les territoires d’Opole et de Strzelce qui doivent revenir à ses jeunes frères. Lorsque Bolko est déclaré majeur en 1323, il obtient sa propre part de l’héritage paternel et devient le duc d’Opole.  
En 1326, il épouse Élizabeth, la fille du duc Bernard de Świdnica. Ce mariage le rapproche du camp de Ladislas Ier le Bref. Malgré cela, il rend un hommage à Jean de Luxembourg le 5 avril 1327. Il est le dernier duc Piast de Haute-Silésie à devenir vassal de la Bohême. 
Pendant son règne, Bolko s’attelle à développer l’économie de son duché. Il donne des privilèges aux villes, soutient le commerce et l’artisanat, améliore l’état des routes et la sécurité des voyageurs. Sa politique est couronnée de succès et son duché s’enrichit considérablement. En 1351, il achète Byczyna et Kluczbork à Wacław Ier de Legnica, et Sławięcice (de) au duc Boleslas de Bytom. Bolko II s’attache très fort à l’église et au monastère des Franciscains d’Opole, à l’intérieur duquel la chapelle sainte Anne devient la nécropole des ducs d’Opole. Il y est inhumé après sa mort le 21 juin 1356.

## Descendance
De son mariage avec Élizabeth de Świdnica, il a eu trois fils:
- Ladislas II d'Opole,
- Bolko III d'Opole
- Henri d'Opole

et quatre filles (Cunégonde, Agnès, Élizabeth et Anne) qui sont toutes rentrées dans les ordres.
Après la mort de sa première épouse le 8 février 1348, il s’est remarié avec une femme dont on ne connaît pas l’identité. De ce second mariage, il a eu une fille prénommé Agnès qui épousera Jobst de Luxembourg, le margrave de Moravie.